# Hexapus
Hexapus är en mycket ovanlig anomali av åttaarmad bläckfisk, där individen enbart har sex tentakler. Enbart två exemplar av anomalin har påträffats: en bläckfisk som fick namnet Henry - som syftar på Henrik VIII med sina sex fruar, och återfanns av brittiska marinbiologer 2008, och en som påträffades av turister i Grekland i juli 2013. Den grekiska hexapusen fångades in under en snorklingstur men åts upp då upphittarna inte visste om hur sällsynt den var.
Henry återfanns längs norra Wales kust i en hummerbur, och fördes till Blackpools havscentrum i nordvästra England. Det tog ett tag innan man uppmärksammade att den hade ett ovanligt antal tentakler, en anomali som troligtvis kom från en defekt vid födseln snarare än en fysisk olycka. Utvecklingsbiologen PZ Myers kallade defekten "ett vanligt sorts fel." Efter att ha plockats upp från havet fördes han till Anglesey Sea Zoo, som sedan donerade honom till Blackpool Centre, där han ingick i utställningen "Suckers".
Många andra anomalier i antalet bläckfisksarmar har påträffats tidigare.